# Filip Leder
Filip Leder (* 16. února 1974 Brno) je český politik a advokát, od roku 2018 zastupitel města Brna, od roku 2022 starosta městské části Brno-Žabovřesky (předtím v letech 2014 až 2022 první místostarosta), člen KDU-ČSL.

## Život
Absolvoval Gymnázium Brno, Křenová (maturoval v roce 1992) a následně vystudoval Právnickou fakultu Masarykovy univerzity (promoval v roce 1997 a získal titul Mgr.). Po složení advokátních zkoušek působí od roku 2001 jako advokát.
Je či byl členem statutárních orgánů řady subjektů: Brněnské komunikace (od 2015), SAKO Brno (od 2018), Teplárny Brno (od 2019), FCC Žabovřesky (2011 až 2019), Jihomoravská rozvojová společnost (od 2018), CD CENTRUM COMS (2018 až 2019), SAKO Brno SOLAR (od 2022), ASTV (od 2019) či Orel jednota Brno-Žabovřesky (od 2015).
Filip Leder žije v Brně, konkrétně v části Žabovřesky. Je ženatý, má dva syny. Ve volném čase se věnuje sportu (tenis, lyžování, běh, cyklistika), chalupaření a cestování. Hovoří německy, anglicky a částečně rusky.

## Politické působení
V komunálních volbách v roce 1998 byl zvolen jako člen US zastupitelem městské části Brno-Žabovřesky. Mandát zastupitele obhájil ve volbách v roce 2002 opět jako člen US-DEU a stal se radním městské části. V průběhu volebního období přestoupil do KDU-ČSL.
V komunálních volbách v roce 2006 již tedy do zastupitelstva městské části kandidoval jako člen KDU-ČSL, ale neuspěl (skončil jako první náhradník). Znovu byl zvolen až ve volbách v roce 2010, a to jako lídr kandidátky KDU-ČSL. Následně se stal opět radním městské části. Mandát pak obhájil i ve volbách v letech 2014 a 2018, opět jako lídr kandidátky. Ve volebních obdobích 2014 až 2018 a 2018 až 2022 navíc působil jako 1. místostarosta městské části.
Kandidoval také několikrát do Zastupitelstva města Brna. Ve volbách v roce 1998 ještě jako člen Unie svobody, ve volbách v roce 2002 jako člen US-DEU a ve volbách v letech 2010 a 2014 již jako člen KDU-ČSL (ve druhém případě se stal prvním náhradníkem). Zastupitelem se tak stal až po volbách v roce 2018.
V krajských volbách v roce 2016 kandidoval za KDU-ČSL do Zastupitelstva Jihomoravského kraje, ale neuspěl.
V komunálních volbách v roce 2022 obhájil jako člen KDU-ČSL na kandidátce „Lidovci a Starostové (KDU-ČSL + Starostové a nezávislí)“ post zastupitele města Brna i post zastupitele městské části Brno-Žabovřesky (jako lídr kandidátky). V říjnu 2022 prohledávala Policie ČR prostory jeho advokátní kanceláře v souvislosti s aktivitami spojenými s městskou firmou a privatizací bytů. Přesto byl dne 20. října 2022 zvolen novým starostou městské části Brno-Žabovřesky, ve funkci vystřídal Lucii Pokornou.